# Tipula (Yamatotipula) afriberia afriberia
Tipula (Yamatotipula) afriberia afriberia is een ondersoort van de tweevleugelige Tipula (Yamatotipula) afriberia uit de familie langpootmuggen (Tipulidae). De ondersoort komt voor in het Palearctisch gebied.